# 포식

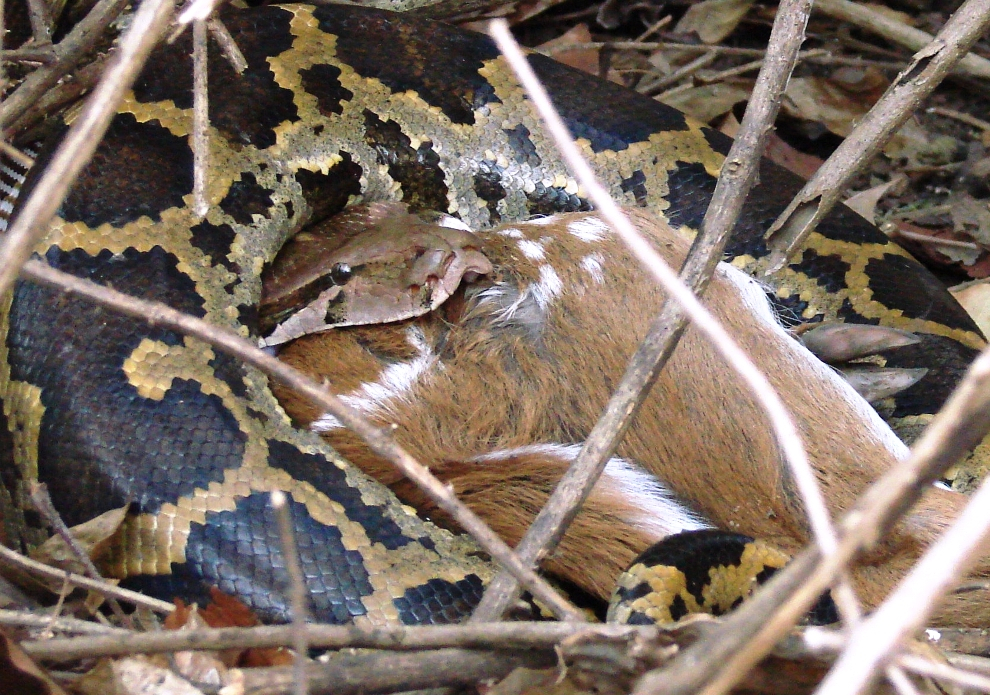
무두말라이 국립공원에서 사슴을 삼키고 있는 인도비단뱀

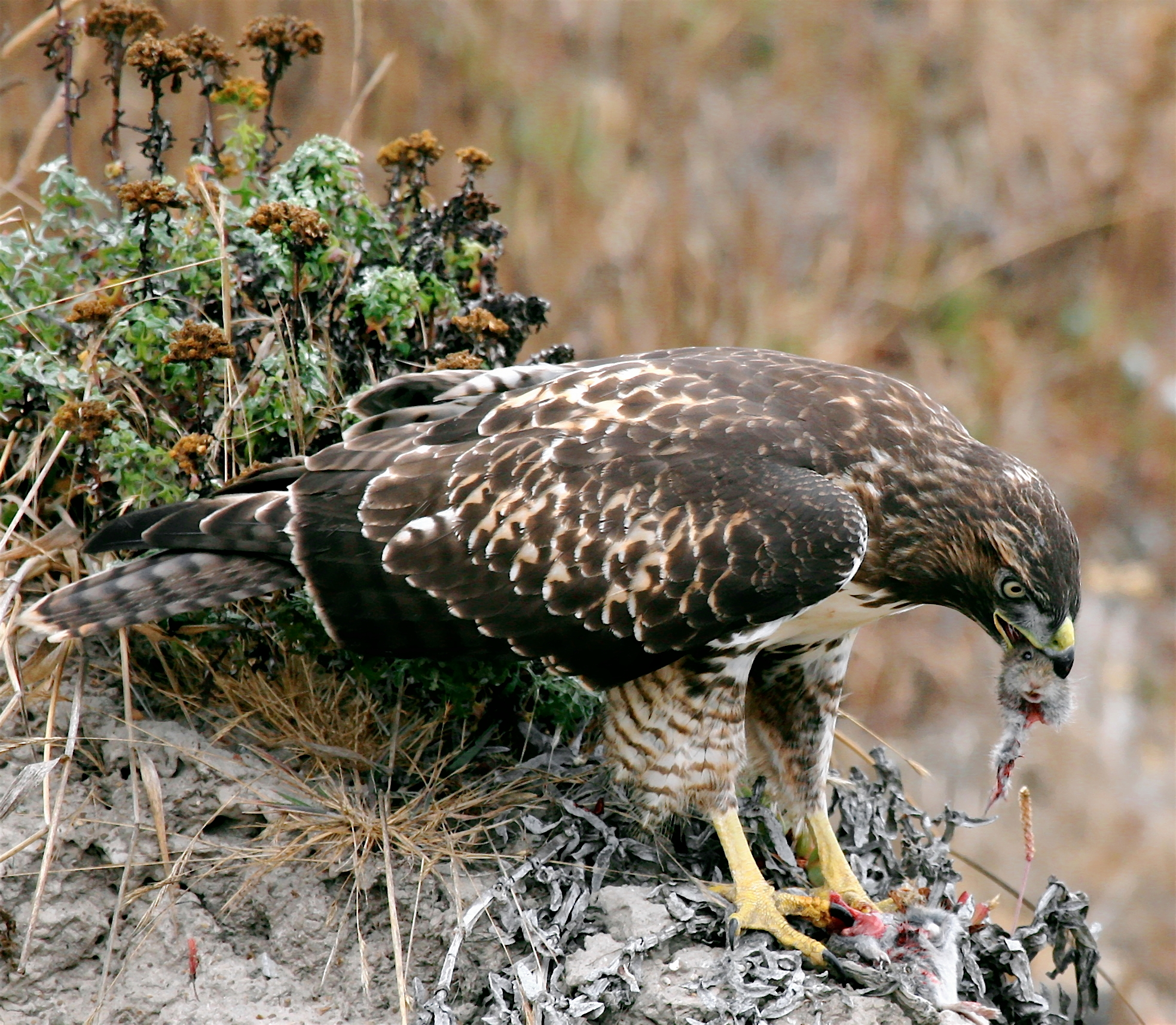
캘리포니아 쥐를 먹고 있는 어린 붉은꼬리매

포식(捕食, 영어: predation)은 생태학에서 포식자(사냥을 하는 유기체)가 피식자(먹이가 되는 유기체)를 먹는 생물학적 상호작용을 말한다. 포식자는 먹기에 앞서 피식자를 죽이지 않으며, 포식의 행위로 피식자를 죽게 만들며, 피식자의 세포조직을 소비를 통해 흡수하는 것을 말한다. 소비의 다른 분류로는 초식(식물을 먹는 것)과 부생(죽은 물질의 유기체를 먹는 것)이 있다. 모든 이러한 소비 분류 행위는 소비-자원 체계 하에 일어난다. 그리하여 포식은 다양한 형태의 식성과 분리하기 어렵다.
넓은 의미에서는 다른 생물을 잡아먹는 모든 행위를 가리키는 경우가 있다. 동물행동학의 관점에서 포식은 육식 동물이 먹이가 되는 동물이 살아 있고, 게다가 도주, 대항 등의 방어 행동이 가능하고, 그것을 어떤 방법으로 구속하여, 저항을 제거하고 먹기에 이르는 과정을 의미한다. 따라서 계란을 먹는 행위, 시체를 먹는 행위, 물에 있는 미생물을 삼키는 등의 행위는 포식에 해당하지 않는다.
그러나 개체군 생태학과 군중 생태학적인 관점에서 포식- 피식 관계는 "약탈"은 동물뿐만 아니라 식물이나 균류를 포함하여 다른 생물을 "먹는 행위"를 의미한다. 특히 육식이나 포획의 의미가 없으며, 또한 기생충 조차도 포함해 버리는 경우도 있다. 먹고 먹히는 관계로 맺어진 관계를 ‘먹이사슬’ 또는 ‘먹이그물’이라고 한다.

## 기능적 분류
먹이를 먹고, 먹이와 상호작용을 하는 포식자의 분류는 생태학자가 포식의 서로 다른 유형을 분류하고자 하는 한가지 방법이다. 그들이 먹는 것에 집중하는 대신, 이 체계는 포식자를 그들이 먹는 먹이, 포식자와 피식자 사이의 상호작용의 일반적인 습성으로 분류를 한다. 두 가지 요인이 여기에서 설정된다. 피식자와 포식자가 물리적으로 얼마나 가까운가? (후자의 두 사례에서 포식자라는 용어는 숙주로 대체될 것이다.) 게다가 피식자가 직접적으로 포식자에게 죽임을 당하느냐도 실제 포식과 기생 포식에 관련이 된다.

### 기생
기생은 현재 포-피식 관계에 포함되는지 아닌지 논란이 일고 있으며, 기생은 공생의 일부로 보는 견해가 있다. 한 유기체(보통 숙주보다 크기가 작음)은 이득을 보고 당하는 유기체(숙주)는 피해를 입게 된다.

## 포식 단계
포식의 과정은 일반적으로 5단계가 제시된다.
| 1단계           | 2단계            | 3단계        | 4단계         | 최종단계                        |
| 탐지(Detection) | 평가(Assessment) | 공격(Attack) | 획득(Capture) | 사회적 소비(Social Consumption) |

포식과정은 먹이사슬의 피라미드형 안정성을 위해 자연선택의 중요한 메커니즘이다.
한편 이러한 포식자의 단계별 포식과정은 피식자의 방어기제와 일대일 대응관계에서 반포식 전략으로 진화 사례를 보여준다.
따라서 이러한 포식자와 피식자의 상호관계는 공진화로 언급되며 붉은 여왕의 가설에서 보여지는 진화적으로 역사상 치열한 상호 관계가 있다.
일예로 포식자와 피식자의 상호관계에서 나방과 박쥐 그리고 바르바스텔레박쥐의 초음파 소나(sonar)기술 경쟁이 있으며, 피식자의 제왕나비나 호랑나비의 피토케미컬을 사용한 화학방어등 다양한 반포식 전략의 개발도 있다.

## 같이 보기
- 먹이사슬
- 서식지
- 니치